# Giorgio Armani (dom mody)

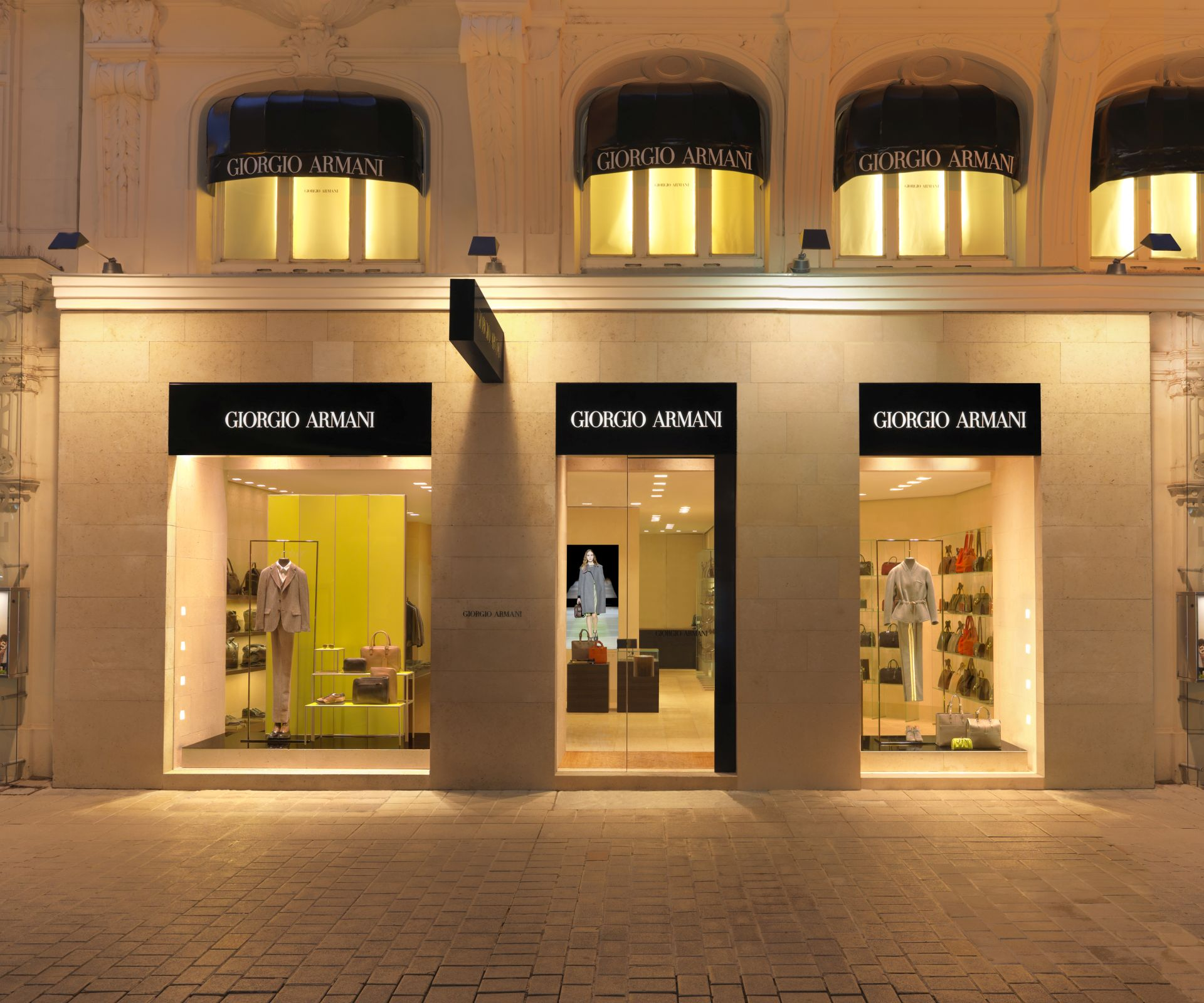
Sklep Giorgio Armani S.p.A (Wiedeń)

Giorgio Armani S.p.A. – włoski dom mody, założony przez Giorgio Armaniego oraz jego partnera Sergio Galeotti 24 lipca 1975 roku we Włoszech.
Główne marki Giorgio Armani S.p.A. to: Giorgio Armani, Emporio Armani, Armani Collezioni, Armani Jeans, Giorgio Armani Privé, EA7, Armani Junior, Giorgio Armani beauty, Armani Casa, Armani Hotels & Resorts, Armani Exchange, Armani Dolci, Armani Fiori oraz Armani Ristorante. Armani licencjonuje swoją nazwę i markę firmie Luxottica na okulary; L’Oréal na zapachy i kosmetyki i Fossil na zegarki i biżuterię. Jest uważana za trzecią co do wielkości włoską grupę modową za Gucci i Prada.

## Sklepy w Polsce
W Polsce znajdują się trzy sklepy pod marką Armani Jeans:
1. Dom Handlowy Renoma we Wrocławiu
2. Plac Unii City Shopping w Warszawie
3. Lotnisko Chopina w Warszawie